# Cirolana mascarensis
Cirolana mascarensis är en kräftdjursart som beskrevs av Müller 1991. Cirolana mascarensis ingår i släktet Cirolana och familjen Cirolanidae.
Artens utbredningsområde är Réunion. Inga underarter finns listade i Catalogue of Life.